# Libro de buen amor

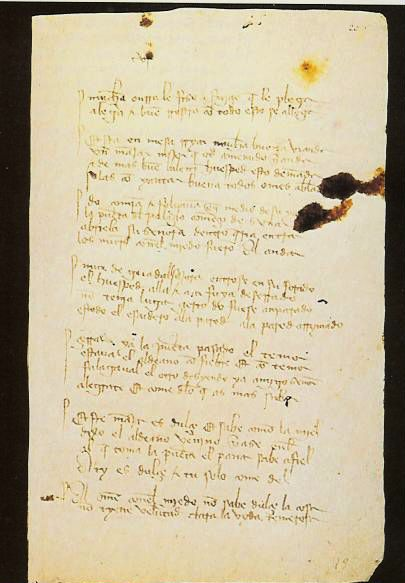
Feuillet d'un des manuscrits du Libro de Buen Amor, conservé à la Biblioteca Nacional de Madrid

Le Libro de Buen Amor (« Livre de bon amour ») est une œuvre magistrale composée en vers essentiellement publiée en 1330 ou 1343. 

## Description
Il s'agit d'une composition d'environ 1 700 strophes en cuaderna vía (strophes de quatre vers alexandrins espagnols – à 14 syllabes métriques – à rime consonante), typiques du Mester de Clerecía, auquel elle appartient, précédées d'un prologue/sermon en prose. L'auteur, Juan Ruiz, Archiprêtre d'Hita – dont le nom et la vie restent méconnus et contestés –, fait se succéder des pièces narratives et lyriques aux origines et à la thématique variées. 
Le fil conducteur de cette fresque en vers est le parcours amoureux qui serait faussement autobiographique du protagoniste et narrateur, l'archiprêtre d'Hita : il enchaîne diverses aventures amoureuses à l'issue désastreuse pour la majorité d'entre elles. Seule une aventure relatée débouche sur un mariage, mais l'archiprêtre y est remplacé par un personnage parodique, don Melón de la Huerta (sieur Melon du jardin). 
Les femmes concernées sont de condition et d'origine diverses, et constituent, de ce fait, des portraits vivants et variés de la femme du XIVe siècle en Espagne.
Le narrateur justifie sa passion pour les femmes par trois raisons essentielles : 
- la nature (l'homme vit pour se reproduire, et, de ce fait, s'accoupler avec une femme plaisante, reprenant et transformant les principes exposés par Aristote dans De Anima) ;
- les astres (en appelant une nouvelle fois à Aristote et aux philosophes antiques) ;
- la coutume (les jeunes gens prennent tous plaisir à convoiter les femmes).

L'exposition de ces justifications donne lieu à des argumentations, contradictoires à souhait, comme pour mieux troubler le lecteur. 
Les différentes aventures sont entrecoupées par des épisodes divers, d'inspiration savante (tradition ovidienne (avec le personnage de Pánfilo - Pamphilus) ou populaire (tradition carnavalesque et goliardique). Chaque aventure met en scène un certain nombre de personnages plus ou moins plaisants (entre autres l'entremetteuse, topique de la littérature castillane médiévale), et est illustrée par divers contes ou fables en vers d'origines diverses. 
On retiendra, parmi ces épisodes, la dispute entre l'archiprêtre et Sire Amour, qui est l'occasion pour le protagoniste de se lamenter de ses infortunes amoureuses, dues, selon lui, à la perversité de l'amour lui-même : mensonge, tromperie et péché caractériseraient, selon lui, ce sentiment. Sire Amour, personnage allégorique, entreprend pour sa réponse une défense acharnée du sentiment amoureux, et une exposition des vertus de celui-ci, tout en offrant à l'archiprêtre un véritable manuel de la conquête amoureuse, selon des principes bien éloignés de la morale : la duperie et le biais d'entremetteuse en constituent les principales composantes. 
La partie centrale de l'œuvre est occupée par un déroutant cycle carnavalesque, où l'inversion règne en maîtresse absolue. L'archiprêtre, sur le chemin le menant à Ségovie, en vient à passer par des cols de montagne où se produit la rencontre avec quatre montagnardes. Parodie de la pastourelle, ces pièces voient l'archiprêtre en proie aux désirs des quatre repoussantes femmes, au physique et au moral à l'opposé de l'image traditionnelle de la féminité, qui monnayent par le corps le passage du col. L'homme ne séduit plus, mais est manipulé, l'amour n'est plus amour mais bestialité. S'ensuit un pèlerinage à Ste Marie du Gué, en période de Pâques. La Vierge, la Passion, l'eau sont autant de vecteurs de purification, après ce rite initiatique survenu en montagne, le plus hostile des milieux pour l'homme du Moyen Âge. À la suite de cela, l'auteur introduit une pièce, inspirée d'un original français : la Bataille de Sire Charnage et de la Carême. Allégorie carnavalesque opposant les forces de l'excès propres au carnaval (constituées de troupes de jambons, saucissons, rôtis et autres bœufs emmenés par Charnage, un personnage masculin), aux puissances de l'abstinence incarnées par les troupes de poissons, mollusques et crustacés dirigées par Dame Carême. La bataille s'achève par la victoire provisoire de cette dernière, chassée, une fois la Pâque revenue, et passé le temps de l'abstinence. Le retour de Charnage signe le triomphe de Sire Amour. 
Le tout constitue une sorte d'exposition didactique des dangers (moraux, spirituels, ...) de l'amour charnel, à travers une succession exemplaire. Il se veut une sorte d'ode au bon amour, que l'on peut entendre comme amour divin (de Dieu) ou amour profane (mais dénué de la bestialité de l'amour purement charnel). Le parcours amoureux de l'archiprêtre semble être alors une sorte de métaphore du cheminement spirituel devant mener à l'amour de Dieu ou caritas, et au salut de l'âme. L'œuvre, rédigée par un clerc, et destinée à des ecclésiastiques, regorge en effet de références religieuses. Le thème du péché est omniprésent, traité notamment lors de deux séquences, l'une portant sur les péchés capitaux, et l'autre sur les armes du chrétien. L'œuvre s'ouvre par ailleurs, comme souvent dans la littérature, sur une invocation au Christ. Mais, plus parlant encore, la Vierge Marie est chantée au début, au milieu et à la fin de l'ouvrage, imprégnant de sa présence l'ouvrage. Nous sommes alors en pleine période d'expansion du culte marial, et la Vierge, qui intercède auprès du Christ, fait figure de guide dans la carrière amoureuse de l'archiprêtre, et celle spirituelle du lecteur. À l'image du protagoniste s'amendant au fil de ses aventures, et de ses apprentissages, le lecteur fait l'expérience de la quête d'un amour, l'amour divin, situé au-dessus de l'amour idéal entre homme et femme (non condamné par l'Église, et source d'innombrables productions littéraires médiévales), et rejetant toute forme de bestialité.
Toutefois, dès le début, l'auteur avertit le lecteur de l'ambigüité de son œuvre et lui suggère de faire preuve d'entendement afin de discerner le sens profond du Livre de bon amour. L'ambiguïté est en effet une des grandes caractéristiques du livre : Juan Ruiz cherche-t-il à semer le lecteur sur les chemins dangereux de l'amour vicié par l'exposition de ces pièces littéraires où il est fait une large place aux vices et aux défauts de l'homme-pécheur ? Ou cherche-t-il à l'inverse à persuader des avantages du "bon amour" en mettant à rude épreuve le jugement des lecteurs ? Les chercheurs n'ont toujours pas tranché : parodie grotesque et "libertine" de la part d'un homme licencieux ? Ou labyrinthe initiatique à l'intention des plus avertis des lecteurs, seuls capables de percer la couche superficielle du discours et à en tirer la substantifique moelle ?